# Baby's Gang
Baby's Gang era un gruppo italiano di musica italo disco e synthpop, noto per le canzoni "Happy Song" e "Challenger" degli anni ottanta. All'estero sono divenuti famosi in seguito alla cover della loro canzone "Happy Song" da parte dei Boney M. nel 1983.

## Discografia

### Album
- 1985: Challenger
- 1989: Child Disco [1]

### Singoli
- 1983: "Happy Song"
- 1984: "Challenger"
- 1985: "America"
- 1985: "Jamin"
- 1985: "Step By Step"
- 1986: "My Little Japanese Boy"
- 1988: "Disco Maniac"